# Културни центар Град
Европски центар за културу и дебату, познатији као Културни центар Град, настао је на иницијативу Kултурног Фронта Београд и Феликс Меритис фондације из Амстердама. Отворен је 16. априла 2009. године у бившем магацину у Савамали, једном од тада најзапуштенијих делова Београда. Захваљујући подршци Министарства иностраних послова Холандије кроз програм МАТРА и београдске општине Савски венац по први пут у Србији један објекат индустријског наслеђа постаје место културних дешавања. Налази се у улици Браће Крсмановић број 4.
Стари магацин саграђен је 1884 године. Преуређен је у мултифункционални простор са могућношћу организовања програма као што су изложбе, концерти, дебате, представе, конференције и радионице. Идеја при изградњи центра је била да се што је могуће више сачува атмосфера старог складишта на обали реке Саве увођењем само оних најнеопходнијих новина које су потребне за функционисање једног културног центра.